# Насос тертя

Насос тертя (рос. насос трения, англ. friction pump; нім. Reibungspumpe f, Friktionspumpe f) – динамічний насос, в якому рухомий елемент конструкції переміщує рідину під впливом сил в’язкості. До насосів тертя належать насоси дискові, насоси вихрові, насоси струминні.